# Rodrigo Lloreda Caicedo
Rodrigo Lloreda Caicedo (* 2. September 1942 in Cali; † 4. Februar 2000 ebenda) war ein kolumbianischer Politiker.
Der Sohn des Zeitungsverlegers und Politikers Álvaro Lloreda Caicedo besuchte in seiner Heimatstadt das Colegio Berchmans, außerdem Schulen in der Schweiz und den USA und studierte Jura an der Universidad Javeriana. Zwischen 1974 und 1990 war er Mitglied des Senats der Republik Kolumbien, des Directorio Nacional Conservador und des Centro de Estudios Colombianos.
Unter Präsident Julio César Turbay Ayala war er von 1978 bis 1980 Erziehungsminister, und unter Belisario Betancur Cuartas von 1982 bis 1984 Außenminister. 1984 wurde er zum Designado Presidencial gewählt und wurde kolumbianischer Botschafter in den USA. Beide Funktionen hatte er bis 1986 inne. 1990 nahm er als Kandidat des Partido Social Conservador an den Präsidentschaftswahlen teil. Nachdem der erhoffte Erfolg ausblieb, zog er sich aus der Politik zurück und widmete sich der Leitung der Zeitung El País.
Nach der Wahl von Andrés Pastrana Arango zum Präsidenten 1998 kehrte er in die Politik zurück und wurde Verteidigungsminister. Bereits im Folgejahr trat er jedoch zurück und zog sich aus dem öffentlichen Leben zurück. Im Jahr 2000 starb er an einer Krebserkrankung. Sein Sohn Francisco José Lloreda Mera wurde ebenfalls als Politiker aktiv.